# Dług gruntowy
Dług gruntowy – ograniczone nieakcesoryjne prawo rzeczowe obciążające nieruchomość na rzecz oznaczonej osoby. 

## Treść prawa
Treścią tego prawa jest umocowanie dla uprawnionego z długu gruntowego do dochodzenia zaspokojenia z nieruchomości niezależnie od tego, czyją ona stała się własnością (tzn. zbycie nieruchomości przez właściciela nie narusza prawa uprawnionego do dochodzenia roszczeń). Dodatkowo zaspokojenie to ma pierwszeństwo przed wierzycielami osobistymi właściciela nieruchomości. 
Dług gruntowy różni się od hipoteki jedynie tym, że jest nieakcesoryjny, tzn. nie jest związany egzystencjalnie z określoną wierzytelnością. Oznacza to, że w momencie wygaśnięcia zabezpieczonej długiem gruntowym wierzytelności dług gruntowy nie wygasa. Nieakcesoryjność długu gruntowego wnosi ogromne ułatwienia w sektorze kredytowym, szczególnie w praktyce bankowej. Przyczynia się do znacznego polepszenia pozycji wierzyciela. 
Dług gruntowy może być wyrażony jedynie w oznaczonej sumie pieniężnej i podlega obligatoryjnemu wpisowi do księgi wieczystej obciążonej nieruchomości. Dług gruntowy może zostać ustanowiony w formie księgowej (dług gruntowy księgowy) lub listowej (dług gruntowy listowy).

## Prawo niemieckie i polskie
Dług gruntowy występuje w prawie niemieckim (Grundschuld) i regulowany jest przez §§ 1191–1203 BGB. Z tej przyczyny funkcjonował na ziemiach polskich do 1947 roku na obszarze dawnej dzielnicy pruskiej.
Obecne polskie prawo cywilne nie zna instytucji długu gruntowego. Rząd opracował projekt ustawy nowelizującej Kodeks cywilny oraz ustawę o księgach wieczystych i hipotece, która miała wprowadzić tę instytucję do polskiego prawa. Projekt ten wpłynął do Sejmu IV kadencji 8 listopada 2004 jako druk nr 3433. Z uwagi na upływ kadencji prace nad projektem zostały przerwane.